# MM105FE MARK II
MM105FE MARK II bezeichnet einen Schiffstyp von Doppelendfähren. Von dem Typ wurden drei Einheiten für die norwegische Reederei Tide Sjø gebaut.

## Geschichte
Die Fähren wurden auf der norwegischen Werft Fiskerstrand Verft für die Reederei Tide Sjø gebaut. Die Rümpfe wurden von Western Shipyard in Klaipėda zugeliefert. Die ersten beiden Fähren des Typs wurden am 20. September 2006 von Nor-Ferjer bestellt. Die Fähren wurden 2008 an die Reederei Tide Sjø abgeliefert, die 2007 aus Nor-Ferjer hervorging. Die dritte Einheit folgte Ende 2010. Der Schiffstyp wurde vom norwegischen Schiffsarchitekturunternehmen Multi Maritime in Førde entworfen. Er basiert auf dem Entwurf für die 1999 gebauten Fähren Melshorn und Vardehorn.
Die ersten beiden Einheiten wurden von Tide Sjø auf der Fährverbindung über den Sulafjord zwischen Hareid und Sulesund in Dienst gestellt. Sie ersetzten hier die Melshorn und die Vardehorn, die auf andere Fährverbindungen verlegt wurden.
Ende 2011 wurde der von Tide Sjø betriebene Fährverkehr aus der Tide-Gruppe ausgegliedert. Das Unternehmen wurde daraufhin zum 1. Januar 2012 in Norled umbenannt.
Die Fähren verkehren mittlerweile auf verschiedenen Fährverbindungen in Norwegen. Die als Tidefjell gebaute Fähre fährt seit 2012 als Norangsfjord in Charter von Fjord1.

## Beschreibung
Die Fähren wurden mit einem dieselelektrischen Antrieb gebaut. Sie werden von zwei ABB-Elektromotoren angetrieben, die mit jeweils 1200 kW Leistung auf zwei Schottel-Propellergondeln mit Twin-Propellern wirken. Für die Stromerzeugung stehen vier Dieselgeneratoraggregate zur Verfügung. Bei den ersten beiden Einheiten des Typs wurden je zwei von Mitsubishi-Dieselmotoren des Typs S12R-MPTK mit jeweils 1120 kW Leistung angetriebene Stamford-Generatoren mit jeweils 1345 kVA Scheinleistung und zwei von Mitsubishi-Dieselmotoren des Typs S6R-MPTKF mit jeweils 640 kW Leistung angetriebene Stamford-Generatoren mit jeweils 765 kVA Scheinleistung verbaut. Bei der dritten Einheit kamen vier Caterpillar-Dieselmotoren des Typs C32 mit jeweils 974 kW Leistung zum Einsatz. Die Generatorsätze sind jeweils paarweise in den beiden Maschinenräumen an den beiden Enden der Fähren untergebracht. Im normalen Fährbetrieb werden für die Stromerzeugung ein großer und ein kleiner Dieselmotor genutzt. Der Betrieb mit nur einem Generatorsatz für die Stromerzeugung ist möglich.
Zwei der Fähren, die Tidefjord und die Norangsfjord,  wurden 2019 auf Hybridantrieb umgebaut und mit Energiespeichersystemen mit 1808 kWh (Tidefjord) bzw. 2712 kWh (Norangsfjord) nachgerüstet. Die Fähren können vollelektrisch betrieben werden.
Die Fähren verfügen über ein 105 m langes, durchlaufendes und ein seitliches, erhöhtes Fahrzeugdeck. Auf dem erhöhten Fahrzeugdeck ist die nutzbare Durchfahrtshöhe auf 2,5 m beschränkt. An beiden Enden befinden sich nach oben aufklappbare Visiere. Unter dem erhöhten Fahrzeugdeck befindet sich ein Aufenthaltsraum mit 180 Sitzplätzen für die Passagiere. Hier ist ein Kiosk eingerichtet.
Die Fahrzeugdecks ist im mittleren Bereich von den Decksaufbauten überbaut. In den Decksaufbauten sind unter anderem die Einrichtungen für die Schiffsbesatzung und verschiedene technische Betriebsräume untergebracht. Das Steuerhaus ist mittig auf die Decksaufbauten aufgesetzt.
Die Fähren sind mit Schiffsevakuierungssystemen ausgestattet.

## Schiffe
| MM105FE MARK II | MM105FE MARK II | MM105FE MARK II | MM105FE MARK II | MM105FE MARK II            |
| Bauname         | Baunummer       | IMO-Nummer      | Ablieferung     | Spätere Namen und Verbleib |
| --------------- | --------------- | --------------- | --------------- | -------------------------- |
| Tidefjord       | 59              | 9419204         | April 2008      |                            |
| Tidesund        | 60              | 9419216         | Juni 2008       | 2014: Oppedal              |
| Tidefjell       | 67              | 9521722         | Dezember 2010   | 2012: Norangsfjord         |

Die Fähren fahren unter norwegischer Flagge.